# Camelus ferus
A Camelus ferus ("vad teve") az emlősök (Mammalia) osztályának párosujjú patások (Artiodactyla) rendjébe, ezen belül a tevefélék (Camelidae) családjába tartozó faj.
Több mint száz évig, vagyis amióta Nyikolaj Mihajlovics Przsevalszkij 1878-ban felfedezte és leírta a szóban forgó állatot, úgy tudtuk, hogy a Camelus ferus a háziasított kétpúpú teve (Camelus bactrianus) vadon megmaradt őse és állománya. 2008-ban összehasonlították a házi- és a vadteve DNS-ét; ez pedig azt mutatta, hogy két különböző állatfajról van szó, bár a kettő közeli rokona egymásnak.

## Előfordulása
A Camelus ferus előfordulási területei a Mongóliához és a Hszincsiang-Ujgur Autonóm Területhez tartozó Góbi, illetve Takla-Makán sivatagokban van. Két másik állománya még megtalálható a délnyugat-kazahsztáni Manggisztaui területen, valamint az indiai Kasmír-völgyben. Genetikailag tiszta példányok kizárólag a Góbi sivatagban találhatók; mindenhol máshol kisebb-nagyobb mértékben kereszteződtek a kétpúpú tevével.

## Megjelenése
Szőrzete általában világosbarna színű. A hosszúkás, keskeny és összehúzható orrlyukai, a szemét borító hosszú szempillái, valamint a hosszú szőrszálakkal rendelkező fülei jól alkalmazkodtak a sivatagokban tomboló homokviharokhoz. Mint a kétpúpú tevének, a Camelus ferusnak is két púpja van, viszont nála kisebbek és kúp alakúak. A párosujjú patája széles és szétterülő.

## Életmódja
A sivatagok és száraz sztyeppék lakója. Kevés vízzel is beéri. Tápláléka szívós, sivatagi növényekből áll. Nomád életmódot folytat, 6-20 fős csapatokba verődve; ezek élén egy csődör áll. Télen több csapat is összegyűlhet. Körülbelül 40 évig élhet.

## Szaporodása
A szaporodási időszaka télen és az esős évszak között van. A kanca 5 évesen válik ivaréretté. Kétévente ellik egy csikót.

### Fordítás
- Ez a szócikk részben vagy egészben  a   Wild Bactrian camel című angol Wikipédia-szócikk ezen változatának fordításán alapul.  Az eredeti cikk szerkesztőit annak laptörténete sorolja fel. Ez a jelzés csupán a megfogalmazás eredetét és a szerzői jogokat jelzi, nem szolgál a cikkben szereplő információk forrásmegjelöléseként.